# Avelar Brandão Vilela
Avelar Brandão Vilela, né le 13 juin 1912 à Viçosa au Brésil et mort le 19 décembre 1986 à São Salvador da Bahia, est un cardinal brésilien, archevêque de São Salvador da Bahia de 1971 à sa mort.

## Biographie

### Prêtre
Avelar Brandão Vilela est ordonné prêtre le 27 octobre 1935 pour le diocèse brésilien d'Aracaju.

### Évêque
Nommé évêque de Petrolina le 13 juin 1946, il est consacré le 27 octobre suivant.
Il devient archevêque de Teresina le 5 novembre 1955 avant d'être nommé archevêque de São Salvador da Bahia le 25 mars 1971.

### Cardinal
Il est créé cardinal par le pape Paul VI lors du consistoire du 5 mars 1973, avec le titre de cardinal-prêtre de Saints-Boniface-et-Alexis.